# 皮克威克公園 (印地安納州)
皮克威克公園（英語：Pickwick Park）是位於美國印地安納州科西阿斯科縣的一個非建制地區。該地的面積和人口皆未知。